# Fantologia

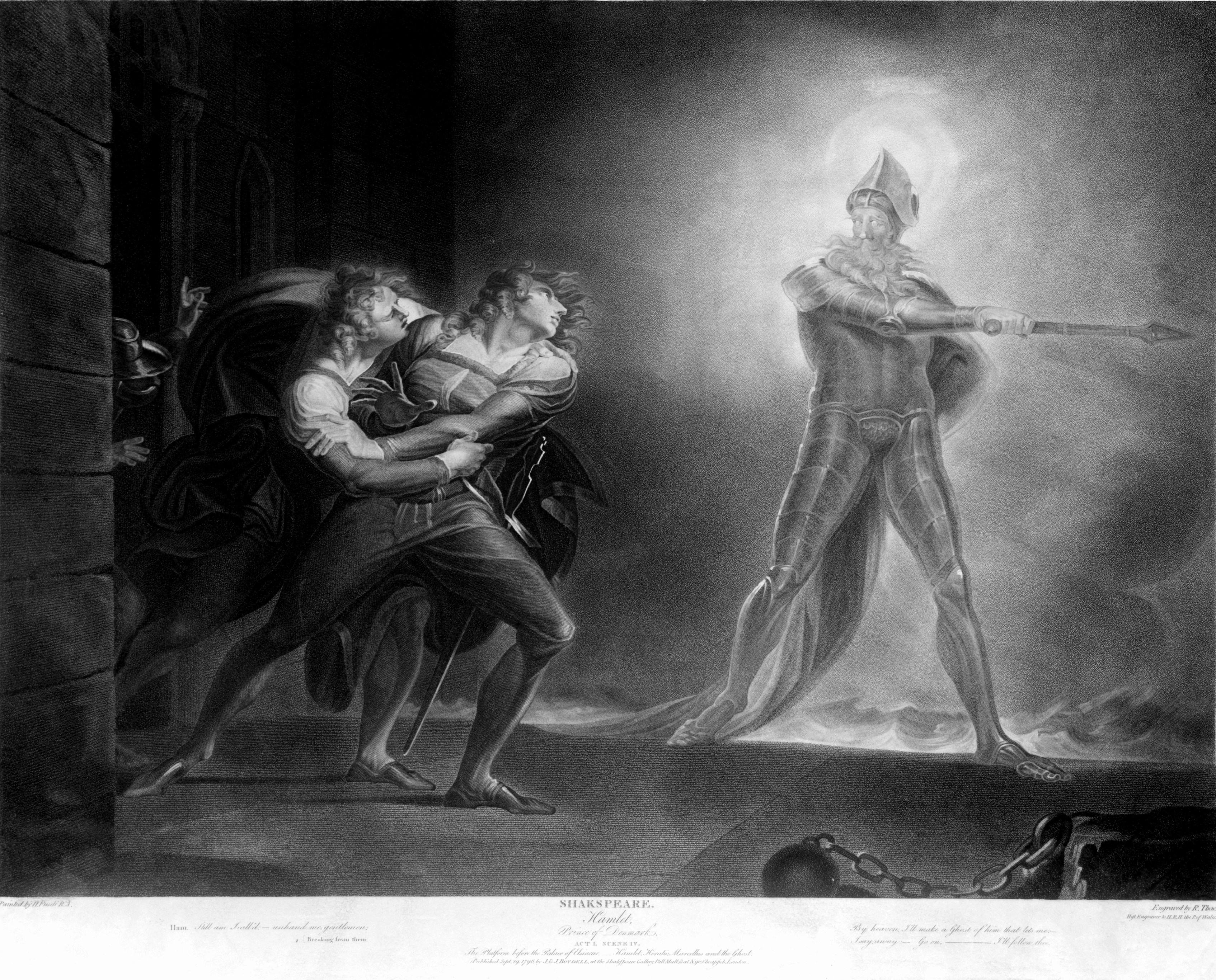
Hamlet, Príncipe da Dinamarca, Ato I, Cena IV de Henry Fuseli (1789)

Fantologia (uma aglutinação de fantasma e ontologia), rondologia, espectrologia ou assombrologia é um conceito que se refere ao retorno ou persistência de elementos do passado, como na forma de um fantasma. É um neologismo introduzido pela primeira vez pelo filósofo francês Jacques Derrida em seu livro de 1993, Spectres de Marx [fr]. Desde então, tem sido invocado em campos como artes visuais, filosofia, música eletrônica, política, ficção e crítica literária.
Derrida usou o termo para se referir à natureza atemporal do marxismo e sua tendência de "assombrar a sociedade ocidental desde o além-túmulo". Descreve uma situação de disjunção temporal e ontológica em que a presença é substituída por uma não origem diferida. O conceito é derivado de seu método desconstrutivo, em que qualquer tentativa de localizar a origem da identidade ou da história deve inevitavelmente tornar-se dependente de um conjunto sempre já existente de condições linguísticas. Apesar de ser o foco central de Spectres de Marx, a palavra fantologia aparece apenas três vezes no livro, e há pouca consistência na forma como outros escritores definem o termo.
Na década de 2000, o termo foi aplicado a músicos pelos teóricos Simon Reynolds e Mark Fisher, que, segundo se dizia, exploravam ideias relacionadas à disjunção temporal, retrofuturismo, memória cultural e persistência do passado.

## Spectres de Marx
"Fantologia" se origina da discussão de Derrida sobre Karl Marx em Spectres de Marx, especificamente a proclamação de Marx de que "um fantasma está assombrando a Europa - o fantasma do comunismo" no Manifesto Comunista. Derrida invoca o Hamlet de Shakespeare, particularmente uma frase dita pelo personagem titular: "o tempo está fora do comum". A palavra funciona como um quase homófono deliberado para "ontologia " no francês nativo de Derrida (cf. "Hantologie", [ɑ̃tɔlɔʒi] e "ontologie", [ɔ̃tɔlɔʒi]).
O trabalho anterior de Derrida em desconstrução, em conceitos de trace e différance em particular, serve como base para sua formulação de Fantologia, fundamentalmente afirmando que não há ponto temporal de origem pura, mas apenas um "presente sempre já ausente".  Seus escritos em Spectres são marcados por uma preocupação com a "morte" do comunismo após a queda da União Soviética em 1991, em particular depois que teóricos como Francis Fukuyama afirmaram que o capitalismo havia triunfado conclusivamente sobre outros sistemas político-econômicos e alcançado o "fim da história ".

Apesar de ser o foco central de Spectres de Marx, a palavra Fantologia aparece apenas três vezes no livro. Peter Buse e Andrew Scott, discutindo a noção de fantologia de Derrida, explicam:
Fantasmas vêm do passado e aparecem no presente. No entanto, não se pode dizer que o fantasma pertence ao passado.... Então, a pessoa "histórica" identificada com o fantasma pertence ao presente? Certamente não, já que a ideia de um retorno da morte fratura todas as concepções tradicionais de temporalidade. A temporalidade a que o fantasma está sujeito é, portanto, paradoxal, ao mesmo tempo que 'voltam' e fazem sua estreia reveladora [...] qualquer tentativa de isolar a origem da linguagem encontrará seu momento inaugural já dependente de um sistema de diferenças linguísticas que foram instalados antes do momento 'originário' (11).

## Outros usos
Devido à dificuldade em compreender o conceito, há pouca consistência em como outros escritores definem o termo.
Nos anos 2000, o termo foi adotado pelos críticos em referência aos paradoxos encontrados na pós-modernidade, particularmente a reciclagem persistente da cultura contemporânea da estética retrô e a incapacidade de escapar das velhas formas sociais. Escritores como Mark Fisher e Simon Reynolds usaram o termo para descrever uma estética musical preocupada com esta disjunção temporal e a nostalgia de "futuros perdidos". Os chamados músicos "fantológicos" são descritos como exploradores de ideias relacionadas à disjunção temporal, retrofuturismo, memória cultural e a persistência do passado.